# Rocksprings
Rocksprings – miasto w Stanach Zjednoczonych, w stanie Teksas, w hrabstwie Edwards. W 2000 roku liczyło 1 285 mieszkańców.